# Невеста Дракулы
«Невеста Дракулы» (фр. La fiancée de Dracula) — французский вампирский фильм ужасов 2002 года режиссёра Жана Роллена.

## Сюжет
Старый профессор и его молодой ученик пытаются отыскать место, где от окружающего мира прячется граф Дракула. В ходе своего расследования они встречается с девушкой Изабеллой, которая называет себя невестой Дракулы. Используя Изабеллу, исследователи пытаются напасть на след Дракулы.

## В ролях
| Актёр      | Роль      |
| ---------- | --------- |
| Сирилл Ист | Изабелла  |
| Жак Орт    | профессор |
| Томас Смит | Тиболт    |